# Марков, Василий Петрович
Василий Петрович Марков (14 марта 1907, Москва — 16 января 1997, там же) — советский и российский актёр театра и кино, театральный педагог, заслуженный артист РСФСР (1969).

## Биография
Василий Марков родился в Москве 14 марта 1907 года.
Учился в драматическом классе З. С. Соколовой, сестры Станиславского. В 1927—1930 годах работал в студии Ю. А. Завадского, с 1930 года — в труппе МХАТа.
Василий Петрович преподавал в Школе-студии МХАТ, среди его учеников: Михаил Козаков, Виктор Сергачёв, Вера Алентова, Ирина Мирошниченко, Рогволд Суховерко, Борис Борисов, Алексей Борзунов, Татьяна Владимирова, Екатерина Градова, Елена Проклова, Ирина Цывина, Владимир Стержаков, Андрей Мягков, Татьяна Васильева, Александр Пономарёв, Герман Юшко, Валерий Хлевинский, Александра Дорохина, Анатолий Васильев, Александр Мартынов, Светлана Крючкова, Алексей Левинский, Олег Табаков, Игорь Арташонов, Алёна Охлупина, Сергей Тонгур и многие другие.
Скончался 16 января 1997 года на 90-м году жизни в Москве. Похоронен на Ваганьковском кладбище.

## Признание и награды
- Заслуженный артист РСФСР (3 апреля 1969).
- Орден Трудового Красного Знамени (22 марта 1988).
- Орден «Знак Почёта» (26 октября 1948).
- Медали.

## Творчество

### Роли в театре
- 1937 — «Анна Каренина» по Л. Н. Толстому — камердинер Вронского
- 1942, 1956 — «Кремлёвские куранты» Н. Ф. Погодина — Дзержинский
- 1945 — «Идеальный муж» О. Уайльда — Фиппс
- «Школа злословия» Р. Шеридана — Снэйк
- 1953 — «Лермонтов» Б. А. Лавренёва. Постановка В. Я. Станицына и И. М. Раевского — Дуббельт
- 1954 — «Ангел – хранитель из Небраски» А. М. Якобсона.  Режиссёр: Г. Г. Конский — Смайльс
- «Мёртвые души» Н. В. Гоголя — жандармский полковник
- 1967 — «Будни и праздники» А. Галича и  И. Грековой.  Режиссёр: В. Н. Богомолов

Поставил спектакль «Зима тревоги нашей» по Дж. Стейнбеку (1964).

### Фильмография
- 1939 — Ленин в 1918 году — Феликс Дзержинский
- 1940 — Яков Свердлов — Феликс Дзержинский
- 1947 — Свет над Россией — Феликс Дзержинский
- 1952 — Школа злословия (фильм-спектакль МХАТа) — Снейк
- 1967 — Кремлёвские куранты (фильм-спектакль МХАТа) — Феликс Дзержинский
- 1975 — Финист — Ясный Сокол — эпизод
- 1979 — Мёртвые души (фильм-спектакль МХАТа) — жандармский полковник